# Temporada da NHL de 1936–37
A temporada da NHL de 1936–37 foi a 20.ª  temporada da National Hockey League (NHL). Oito times jogaram 48 partidas cada. O Detroit Red Wings foi o campeão da Stanley Cup ao bater o New York Rangers por 3-2 na série final.

## Negócios da Liga
Frank Calder esteve nomeando os melhores estreantes desde 1932–33. Nesse ano ele começou a dar um troféu para o melhor estreante e Syl Apps foi o vencedor da temporada.
A Grande Depressão esteve causando seus danos à liga. No começo da década, havia dez times. Desde então, dois times foram à falência e parecia que o New York Americans seria o terceiro time. A NHL, todavia, não pretendia deixar isso acontecer. Então, em vez de deixar o time falir por causa de dinheiro e problemas de possessão, a liga assumiu o controle do time para a temporada 1936-37. Foi quando o dono Bill Dwyer abriu um processo. Um acordo então permitiu a Dwyer a posse do time, administrado pela NHL, e Dwyer teria uma chance de pagar seus débitos.
O Montreal Maroons, com dinheiro curto, teve de vender sua estrela e capitão do time Hooley Smith para Boston. Esperava-se que Carl Voss do extinto Eagles seria uma troca adequada por ele, mas ele veio decaído com gripe e nunca foi de muita valia. Mas Bob Gracie começou a marcar e os Maroons quase alcançaram os Canadiens pela primeira posição na Divisão Canadense.

## Temporada Regular

### Melhores Momentos
O New York Americans começou na primeira posição, mas então seus jogadores decaíram com gripe e o time caiu. Mas o pior problema foi quando Roy Worters sofreu uma hérnia e teve de se aposentar. Alfie Moore e Lorne Chabot não foram substituições adequadas e os Amerks terminaram em último na Divisão Canadense.
Em 16 de novembro de 1936, Hal Winkler fez sua estreia na NHL pelo New York Rangers e ganhou do Montreal Maroons por 1-0. Ele foi o primeiro goleiro a não levar gols em sua estreia na NHL. O Montreal Canadiens alcançou o fundo do poço em 1935–36, e Babe Siebert foi adquirido para melhorar a defesa. Mas o mais adorado de todos os movimentos foi a compra de Howie Morenz de volta dos Rangers. Os Canadiens foram de último para primeiro na Divisão Canadense. Morenz estava avançando a passos largos em janeiro de 1937, quando a tragédia aconteceu. Em uma de suas corridas de colisão, ele estava sendo perseguido por Earl Seibert de Chicago quando seu patim esquerdo foi atingido, e Morenz sofreu uma grande fratura na perna. Após sofrer sofrer um ataque de nervos preocupado se poderia voltar, mais má sorte ocorreu. Em 8 de março de 1937, raios-X revelaram que Howie tinha coágulos sanguíneos em sua perna boa. Uma operação foi marcada para o dia seguinte, mas quando Howie comeu uma janta leve e disse a enfermeira que queria descansar, ao cair no sono, sua cor rapidamente mudou e a enfermeira sabia que havia algo errado. Um coágulo sanguíneo parou seu coração, e as tentativas de ressuscitar Howie falharam. Notícias da morte de Morenz chocaram o mundo do hóquei, e milhares limaram o suporte de seu caixão, muitos em lágrimas, para prestar suas últimas homenagens.
Detroit, liderado pelo campeão do Troféu Vezina Normie Smith, terminou em primeiro na Divisão Americana. A NHL perdeu grandes de uma forma ou de outra esse ano. O jogador de Boston Eddie Shore sofreu uma lesão lombar, e o favorito  de Toronto, King Clancy, aposentou-se. Mas a maior perda de Toronto ocorreu quando Charlie Conacher machucou seu pulso. Ele nunca mais foi o mesmo.
Com cinco jogos faltando para jogar e seu time sem esperanças na última posição, dono de Chicago Frederic McLaughlin decidiu tentar um experimento querido em seu coração. Ele sonhava com o dia em que um time totalmente americano pudesse competir no nível da NHL. Ele já tinha Mike Karakas no gol, mas contratou Ernest Klingbeil e Paul Schaefer na defesa, e Milt Brink, um rápido patinador para o centro, entre Al Suomi e Bun Laprairie. O primeiro teste veio em 11 de março, quando o Boston Bruins bateu os Black Hawks por 6–2. Nenhum dos novos jogadores marcou, porém Klingbeil e Schaefer estavam na defesa em todos os gols de Boston. Isso trouxe reclamações de Jack Adams, Lester Patrick e Art Ross que afirmaram que aqueles experimentos não deveriam ser conduzidos quando havia outras equipes batalhando pelas vagas nos playoffs. Mas os garotos de McLaughlin não jogaram mal quando o Toronto Maple Leafs teve sorte de vencer por 3–2 no Maple Leaf Gardens.  Klingbeil foi a estrela do jogo com um gol. Os estreantes  marcaram de forma tenaz e causaram boa impressão no ataque. 9.600 torcedores aplaudiram seus esforços. Então os Black Hawks venceram o New York Rangers por 3–2 com os yannigans ainda no time titular. Lester Patrick não tinha nada a dizer exceto que a média de público havia caído. O experimento foi encerrado quando o New York Americans surrou os Hawks por 9–4, com Sweeney Schriner e Nels Stewart marcando 3 gols cada. Em uma causa perdida, Paul Thompson marcou 3 vezes para Chicago.

### Classificação Final
Nota: V = Vitórias, D = Derrotas, E = Empates, Pts = Pontos, GP= Gols Pró, GC = Gols Contra, PEM = Penalizações em minutos

Nota: Times que se classificaram aos play-offs estão em negrito.
| Divisão Canadense   | PJ | V  | D  | E | Pts | GP  | GC  | PEM |
| ------------------- | -- | -- | -- | - | --- | --- | --- | --- |
| Montreal Canadiens  | 48 | 24 | 18 | 6 | 54  | 115 | 111 | 298 |
| Montreal Maroons    | 48 | 22 | 17 | 9 | 53  | 126 | 110 | 379 |
| Toronto Maple Leafs | 48 | 22 | 21 | 5 | 49  | 119 | 115 | 371 |
| New York Americans  | 48 | 15 | 29 | 4 | 34  | 122 | 161 | 481 |

| Divisão Americana   | PJ | V  | D  | E | Pts | GP  | GC  | PEM |
| ------------------- | -- | -- | -- | - | --- | --- | --- | --- |
| Detroit Red Wings   | 48 | 25 | 14 | 9 | 59  | 128 | 102 | 244 |
| Boston Bruins       | 48 | 23 | 18 | 7 | 53  | 120 | 110 | 303 |
| New York Rangers    | 48 | 19 | 20 | 9 | 47  | 117 | 106 | 312 |
| Chicago Black Hawks | 48 | 14 | 27 | 7 | 35  | 99  | 131 | 291 |

### Artilheiros
PJ = Partidas Jogadas, G = Gols, A = Assistências, Pts = Pontos, PEM = Penalizações em Minutos
| Jogador          | Time                             | PJ | G  | A  | Pts | PEM |
| ---------------- | -------------------------------- | -- | -- | -- | --- | --- |
| Sweeney Schriner | New York Americans               | 48 | 21 | 25 | 46  | 17  |
| Syl Apps         | Toronto Maple Leafs              | 48 | 16 | 29 | 45  | 10  |
| Marty Barry      | Detroit Red Wings                | 48 | 17 | 27 | 44  | 6   |
| Larry Aurie      | Detroit Red Wings                | 45 | 23 | 20 | 43  | 20  |
| Busher Jackson   | Toronto Maple Leafs              | 46 | 21 | 19 | 40  | 12  |
| Johnny Gagnon    | Montreal Canadiens               | 48 | 20 | 16 | 36  | 38  |
| Bob Gracie       | Montreal Maroons                 | 47 | 11 | 25 | 36  | 18  |
| Nels Stewart     | Boston Bruins/New York Americans | 43 | 23 | 12 | 35  | 37  |
| Paul Thompson    | Chicago Black Hawks              | 47 | 17 | 18 | 35  | 28  |
| Bill Cowley      | Boston Bruins                    | 46 | 13 | 22 | 35  | 4   |

## Prêmios da NHL
| Troféu Memorial Calder:    | Syl Apps, Toronto Maple Leafs    |
| Troféu Memorial Hart:      | Babe Siebert, Montreal Canadiens |
| Troféu Memorial Lady Byng: | Marty Barry, Detroit Red Wings   |
| Copa O'Brien:              | Montreal Canadiens               |
| Troféu Príncipe de Gales:  | Detroit Red Wings                |
| Troféu Vezina:             | Normie Smith, Detroit Red Wings  |

### Times das Estrelas
| Primeiro Time                       | Position | Segundo Time                         |
| ----------------------------------- | -------- | ------------------------------------ |
| Normie Smith, Detroit Red Wings     | G        | Wilf Cude, Montreal Canadiens        |
| Babe Siebert, Montreal Canadiens    | D        | Earl Seibert, Chicago Black Hawks    |
| Ebbie Goodfellow, Detroit Red Wings | D        | Lionel Conacher, Montreal Maroons    |
| Marty Barry, Detroit Red Wings      | C        | Art Chapman, New York Americans      |
| Larry Aurie, Detroit Red Wings      | RW       | Cecil Dillon, New York Rangers       |
| Busher Jackson, Toronto Maple Leafs | LW       | Sweeney Schriner, New York Americans |
| Jack Adams, Detroit Red Wings       | Coach    | Cecil Hart, Montreal Canadiens       |

## Estreias
O seguinte é uma lista de jogadores importantes que jogaram seu primeiro jogo na NHL em 1936–37 (listados com seu primeiro time, asterisco(*) marca estreia nos play-offs):
- Bobby Bauer, Boston Bruins
- Milt Schmidt, Boston Bruins
- Clint Smith, New York Rangers
- Bryan Hextall, New York Rangers
- Syl Apps, Toronto Maple Leafs
- Gordie Drillon, Toronto Maple Leafs
- Turk Broda, Toronto Maple Leafs

## Últimos Jogos
O seguinte é uma lista de jogadores importantes que jogaram seu último jogo na NHL em 1936-37 (listados com seu último time):
- Bun Cook, Boston Bruins
- Sylvio Mantha, Boston Bruins
- Andy Blair, Chicago Black Hawks
- Wildor Larochelle, Chicago Black Hawks
- Howie Morenz, Montreal Canadiens
- George Hainsworth, Montreal Canadiens
- Lionel Conacher, Montreal Maroons
- Alex Connell, Montreal Maroons
- Baldy Cotton, New York Americans
- Harry Oliver, New York Americans
- Lorne Chabot, New York Americans
- Roy Worters, New York Americans
- Bill Cook, New York Rangers
- Murray Murdoch, New York Rangers
- King Clancy, Toronto Maple Leafs
- Frank Finnigan, Toronto Maple Leafs